# Hilda-Maria Sandgren
Pour les articles homonymes, voir Sandgren.
Hilda-Maria Sandgren (née en 1984 dans le Småland) est une auteure de bande dessinée suédoise.

## Publications

### En français
- Ce qui se passe dans la forêt  (trad. du suédois), Bussy-Saint-Georges, Çà et là, 2016 (ISBN 978-2-36990-228-7).

## Distinctions
- 2015 : Prix Urhunden du meilleur album suédois pour Ce qui se passe dans la forêt